# كلارنس بروكينس
كلارنس بروكينس (بالإنجليزية: Clarence Brookins)‏ مواليد 1946، هو لاعب كرة سلة أمريكي سابق. بدأ مسيرته الاحترافية في سنة 1970. تم اختياره من قبل فريق فيلادلفيا سفنتي سيكسرز خلال الدرافت. حمل الرقم 12. يبلغ طوله 6 قدم 4 بوصة (1.9 م). اعتزل اللعب في 1971.

## روابط خارجية
- كلارنس بروكينس على موقع سبورتس رفرنس (الإنجليزية)
- كلارنس بروكينس على موقع كلية كرة السلة في سبورتس رفرنس.كوم (الإنجليزية)
- كلارنس بروكينس على موقع ريلجم (الإنجليزية)
- كلارنس بروكينس على موقع بروبوليرز (الإنجليزية)